# Autostrada A60 (Italia)
L'autostrada A60 Tangenziale di Varese è un'autostrada italiana, tangente all'area suburbana di Varese nella sua parte sud. È gestita da Autostrada Pedemontana Lombarda s.p.a.
Insieme alla tangenziale Est di Varese e alla prevista ''A60 Tangenziale di Varese tratta nord'' formano il sistema tangenziale di Varese.

## Storia
L'A60 insieme alla A36 e alla tangenziale di Como è parte integrante del progetto Autostrada Pedemontana Lombarda. I lavori di costruzione comprendenti la galleria Morazzone di 2177 m sono iniziati a febbraio 2010. L'A60 è stata inaugurata il 24 gennaio 2015 ed è formalmente aperta al traffico dal 25 gennaio 2015.

## I costi
I costi complessivi di costruzione dell'A60, della prima tratta dell'A36 (A8-A9) e della tangenziale di Como sono pari a 930 milioni di €.

## Le società coinvolte
La società Autostrada Pedemontana Lombarda S.p.A. (68% Milano Serravalle - Milano Tangenziali S.p.A., 20% Equiter S.p.A., 6% Banca Infrastrutture Innovazione Sviluppo S.p.A., 5% UBI Banca S.p.A., 1% Par. Cop. Soc. Cons. Ar. L.) ha per oggetto la promozione, lo studio, la progettazione, la costruzione e l'esercizio dell'autostrada mentre la società Concessioni Autostradali Lombarde S.p.A (50% ANAS, 50% Infrastrutture Lombarde al 100% della regione Lombardia) ha per oggetto il monitoraggio dell'iter approvativo della Convenzione Unica di Concessione, coordinamento e supporto alla società Pedemontana per la redazione degli atti di gara per l'individuazione del Contraente Generale (lotti CO1 e VA1) e per l'affidamento della progettazione definitiva (lotti A, B1, B2, C, D, CO2, VA2), attività tecniche connesse all'accordo di Programma promosso dalla Regione Lombardia, rilascio/diniego attestazioni di compatibilità tecnica di interventi urbanistici in fascia di salvaguardia.

## Pedaggio

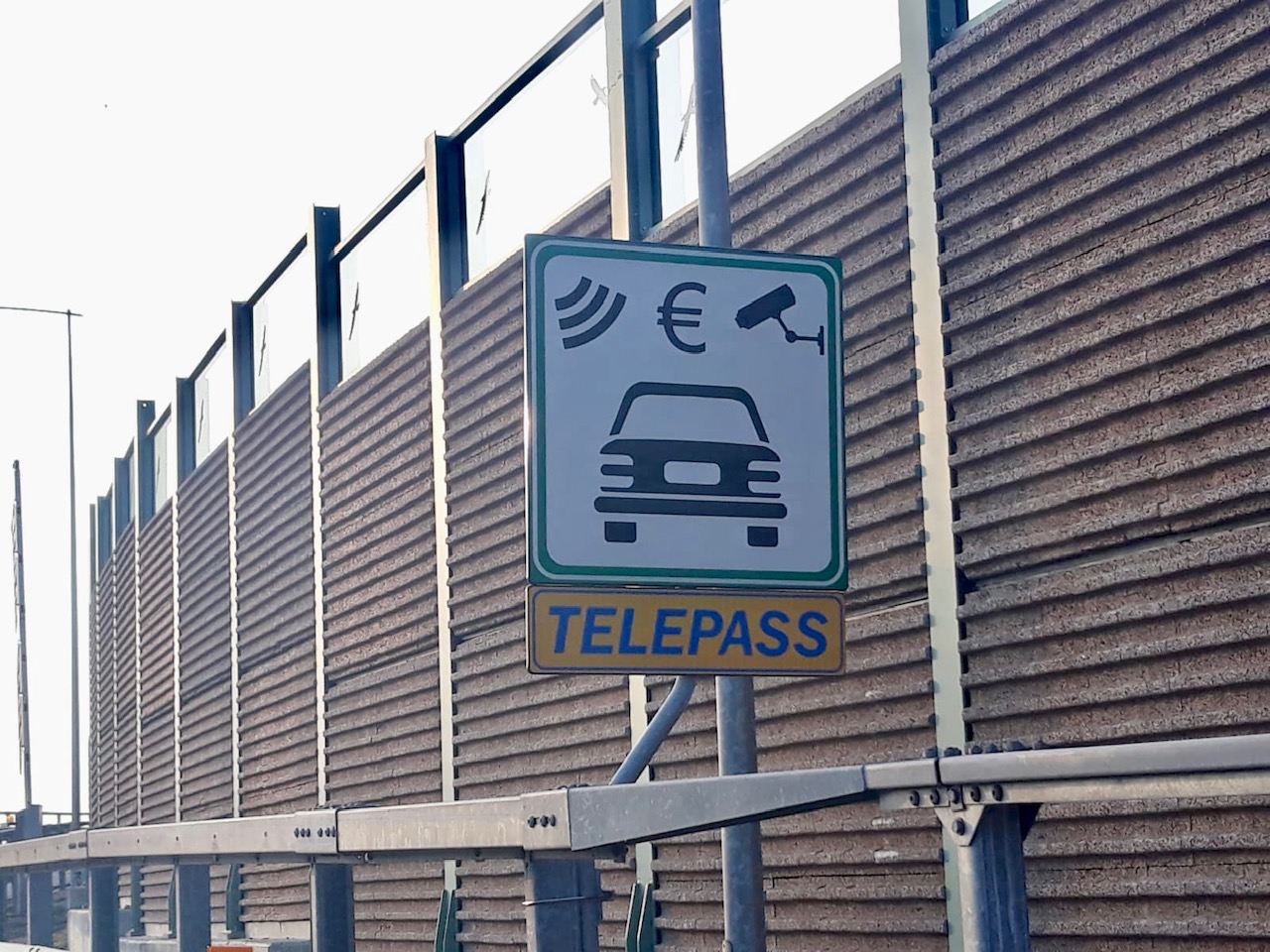
Segnaletica stradale per il pedaggio free-flow

L'A60 è soggetta a pedaggio in modalità elettronica free-flow.
Il pedaggio fino al 31 ottobre 2015 non è stato riscosso.

## Percorso
È compresa tra l'interconnessione con l'A8 nel comune di Gazzada Schianno e lo svincolo di Vedano Olona, al confine con il comune di Varese. L'unico svincolo nel tratto autostradale della A60 è quello di Ponte di Vedano; quello di Gazzada-Morazzone seppur di competenza della società di gestione dell'A60 si trova nel tratto di raccordo con l'interconnessione A8 a viabilità ordinaria. Il percorso prosegue a est senza soluzione di continuità verso la tangenziale Est gestita da ANAS.
I comuni attraversati dal tracciato sono tutti in provincia di Varese: Brunello, Gazzada Schianno, Buguggiate, Morazzone e Lozza.

## Tabella percorso
| Tangenziale di Varese | |           |
| Tipo                  | Indicazione | Provincia |
|                       | del Chiostro di Voltorre Gavirate Laveno Luino | VA        |
|                       | dei Laghi ramo Milano-Varese Raccordo Gazzada-Varese | VA        |
|                       | Inizio Competenza Autostrada Pedemontana Lombarda | VA        |
|                       | Gazzada- Morazzone de La Selvagna: Gazzada per la Pianura Padana Morazzone | VA        |
|                       | Passaggio a due corsie | VA        |
|                       | Inizio tratto autostradale | VA        |
|                       | Galleria Morazzone 2177 m | VA        |
|                       | Varco free flow | VA        |
|                       | Galleria artificiale 75 m | VA        |
|                       | Galleria artificiale Lozza 423 m | VA        |
|                       | Vedano Olona Varesina della Elvetia Gurone di Malnate de La Selvagna: Lozza Varese Bizzozero - Varese Ospedale di Circolo e Fondazione Macchi Università degli Studi dell'Insubria, campus Bizzozero | VA        |
|                       | Fine competenza APL Tangenziale Est di Varese | VA        |

## Ampliamenti in progetto
A completamento del sistema tangenziale di Varese è prevista la costruzione di una tratta a nord.
Il progetto denominato lotto VA2 prevede la costruzione con caratteristiche autostradali di un raccordo senza soluzione di continuità dal fornice nord della galleria Valle sulla tangenziale est ANAS per portarsi poi attraverso viadotti e tunnel sulla piana di Cantello dove riqualificando il tratto terminale della attuale SP3 terminerà nei pressi del confine di stato di Gaggiolo.
Il percorso avrà uno sviluppo di circa 6 km e gli svincoli previsti saranno tre, uno alla Folla di Malnate, uno a Cantello e uno a Gaggiolo confine di stato oltre al possibile innesto senza soluzione di continuità in territorio elvetico sul prolungamento dell'attuale superstrada Mendrisio-Stabio Est qualora la Svizzera dovesse deciderne il completamento fino a Gaggiolo.

## Tabella percorso in progetto
| Tangenziale di Varese Tratta nord in progetto | |           |
| Tipo                                          | Indicazione | Provincia |
|                                               | Tangenziale Est di Varese                                                                                        | VA        |
|                                               | Varese Est Tangenziale Nord-Est di Varese Ex Briantea:Como Varese                                                | VA        |
|                                               | Galleria | VA        |
|                                               | Galleria | VA        |
|                                               | Cantello della Elvetia                                                                                           | VA        |
|                                               | Gaggiolo-Confine di Stato (CH) della Elvetia: Clivio Dogana Turistica di Gaggiolo Dogana Commerciale di Gaggiolo | VA        |